# The Yorkshire Post
The Yorkshire Post ist eine täglich erscheinende englische Regionalzeitung aus Leeds. Sie erscheint morgens, wird in vier Ausgaben im Broadsheet-Format gedruckt und ist außer in Leeds und West Yorkshire auch in den benachbarten Grafschaften North Yorkshire und South Yorkshire sowie in East Riding of Yorkshire, North Lincolnshire und North East Lincolnshire erhältlich. Die Zeitung gilt als konservativ.
Die Zeitung wurde 1754 als Leedes Intelligencer gegründet und erschien wöchentlich. Seit 1866 trägt sie den Namen (The) Yorkshire Post und erscheint täglich. Im November 1939 ging der 1718 gegründete Leeds Mercury in der Yorkshire Post auf.
Yorkshire Post Newspapers Ltd, der Verlag der Yorkshire Post, gehört zu dem Unternehmen Johnston Press, einem der größten Zeitungsherausgeber im Vereinigten Königreich. Im selben Verlag erscheint auch die tägliche Abendzeitung Yorkshire Evening Post.
Im März 2014 wurde der Artikel The nach 46 Jahren wieder in den Titel der Zeitung aufgenommen.